# Metanol—5-hidroksibenzimidazolilkobamid Co-metiltransferaza
Metanol—5-hidroksibenzimidazolilkobamid Co-metiltransferaza (EC 2.1.1.90, metanol kobalaminska metiltransferaza, metanol:5-hidroksibenzimidazolilkobamidna metiltransferaza, MT 1 (nespecifična), metanol 5-hidroksibenzimidazolilkobamidna Co-metiltransferaza, mtaB (gen)) je enzim sa sistematskim imenom metanol:5-hidroksibenzimidazolilkobamid Co-metiltransferaza. Ovaj enzim katalizuje sledeću hemijsku reakciju
metanol+ [Co(I) metanol-specifični korinoidni protein] {\displaystyle \rightleftharpoons } [metil-Co(III) metanol-specifični korinoidni protein] + 2O
Enzim, koji katalizuje transfer metil grupa sa metanola na metanol-specifični korinoidni protein (MtaC), učestvuje u metanogenezi koristeći metanol.

## Literatura
- Nicholas C. Price; Lewis Stevens (1999). Fundamentals of Enzymology: The Cell and Molecular Biology of Catalytic Proteins (Third изд.). USA: Oxford University Press. ISBN 019850229X.
- Eric J. Toone (2006). Advances in Enzymology and Related Areas of Molecular Biology, Protein Evolution (Volume 75 изд.). Wiley-Interscience. ISBN 0471205036.
- Branden C; Tooze J. Introduction to Protein Structure. New York, NY: Garland Publishing. ISBN 0-8153-2305-0.
- Irwin H. Segel. Enzyme Kinetics: Behavior and Analysis of Rapid Equilibrium and Steady-State Enzyme Systems (Book 44 изд.). Wiley Classics Library. ISBN 0471303097.

## Spoljašnje veze
- Methanol-corrinoid+protein+Co-methyltransferase на 